# Ниньейра
Ниньейра (порт. Ninheira) — муниципалитет в Бразилии, входит в штат Минас-Жерайс. Составная часть мезорегиона Север штата Минас-Жерайс. Входит в экономико-статистический  микрорегион Салинас. Население составляет 9783 человека на 2006 год. Занимает площадь 1114,242 км². Плотность населения — 8,8 чел./км².

## История
Город основан 21 сентября 1961 года. 

## Статистика
- Валовой внутренний продукт на 2003 год составляет 23 076 265,00 реалов (данные: Бразильский институт географии и статистики).
- Валовой внутренний продукт на душу населения на 2003 год составляет 2407,04 реалов (данные: Бразильский институт географии и статистики).
- Индекс развития человеческого потенциала на 2000 год составляет 0,604 (данные: Программа развития ООН).